# François Ménard de la Groye (1742-1813)

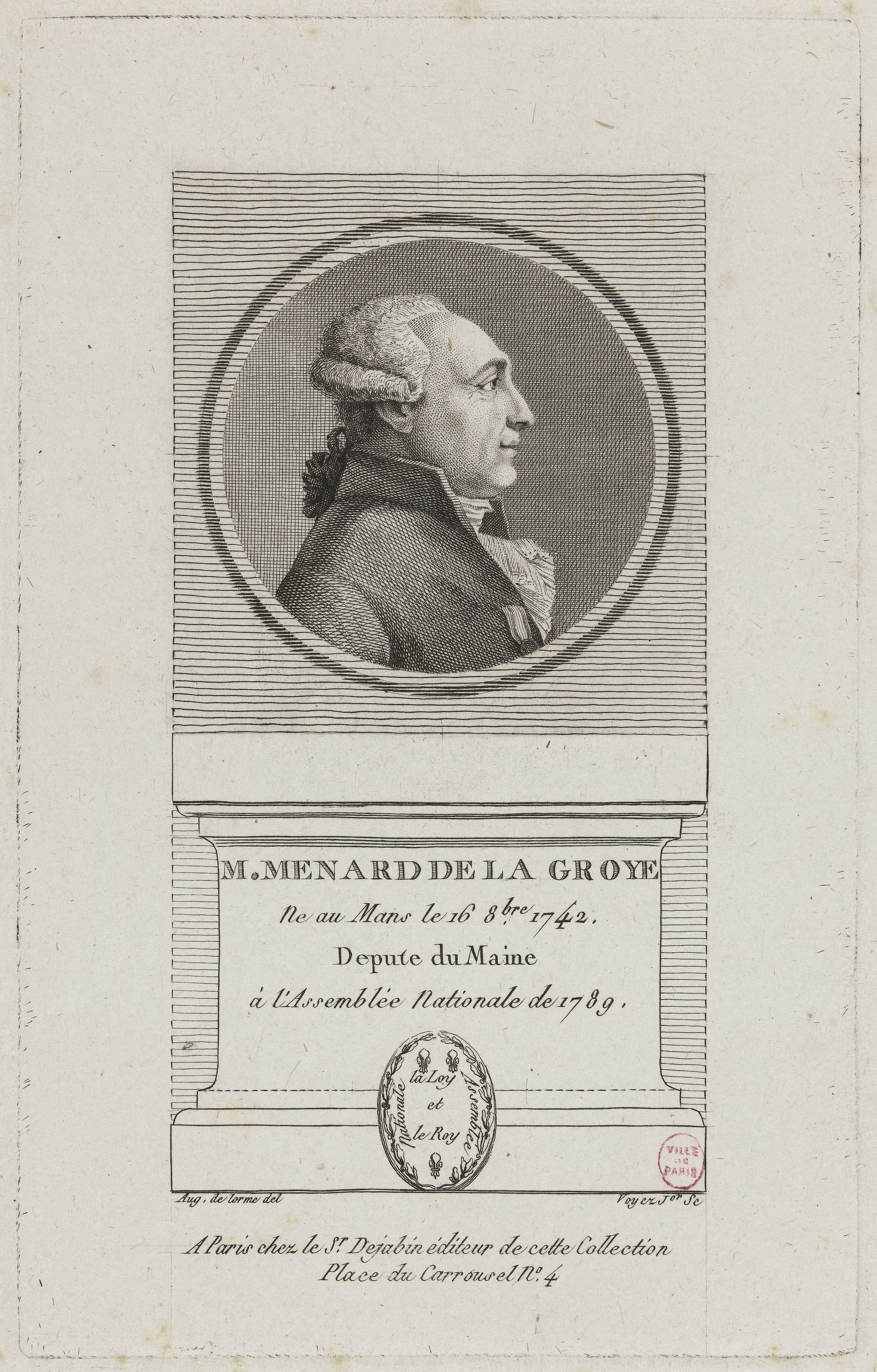
François Ménard de la Groye

François René Pierre Ménard de la Groye (Le Mans, 16 oktober 1742 - Angers, 12 augustus 1813) was een Frans advocaat, rechter en politicus.

## Levensloop
Hij werd geboren in Le Mans als zoon van François Jean Ménard de la Groye, een raadsheer (rechter) aan het présidial (een rechtbank) van Le Mans, en Marie Julienne Pousset.
Ménard de la Groye was vanaf 1768 zelf ook raadsheer aan het présidial van Le Mans. Op 4 maart 1789 werd hij namens de derde stand van de provincie Maine verkozen in de Staten-Generaal. Hij was vervolgens lid van de Nationale Grondwetgevende Vergadering. Hij was betrokken bij de voorbereidende werken van de wet van 22 december 1789 die de departementen creëerde, maar viel verder weinig op. Daarna werd hij magistraat in de burgerlijke rechtbank en vervolgens de strafrechtbank van het district Le Mans. Tijdens het Directoire werd hij verkozen in de Raad van Vijfhonderd. Hij zetelde tussen de gematigden tussen april 1798 en december 1799.
Ménard de la Groye schaarde zich achter de staatsgreep van Napoleon Bonaparte en werd benoemd tot vicevoorzitter van het Hof van Beroep van Angers. In 1811 werd hij eerste voorzitter van het Hof (Cour impériale) van Angers. Hij werd verder beloond met de titel van ridder in 1809 en in 1813 van baron.
Hij was de vader van wetenschapper François Ménard de la Groye (1775-1827).